# اختلال ترس
اختلال ترس یا اختلال هراس (به انگلیسی: Panic disorder) نوعی اختلال اضطرابی است که توسط وحشت زدگی ناگهانی ایجاد می‌شود. این حملات معمولاً به همراه علایمی همچون تپش قلب، عرق کردن، تکان خوردن، تنگی نفس و بی‌حسی رخ می‌دهند.
شدیدترین حملات تا چند دقیقه ممکن است طول بکشند. البته ترس ناشی از این حملات ممکن است تا مدت‌ها همراه بیمار باشد.

## درمان
در بیمارانی که نسبت به درمان دارویی پاسخ مثبت نداشته‌اند، می‌توان از روش تحریک مغناطیسی مغز «TMS» استفاده کرد. تحریک الکترومغناطیسی مغز توسط دستگاه تی ام اس می‌تواند به عنوان یک عامل خارجی فعل و انفعالات نورون‌ها را به حالت طبیعی برگرداند و بیماری‌هایی همچون اختلال ترس، سکته مغزی، وزوزگوش، افسردگی، وسواس، اضطراب و اختلال دوقطبی را درمان کند.
در این روش، یک مولد میدان مغناطیسی یا «سیم‌پیچ» را در نزدیکی سر بیمار قرار می‌دهند. این سیم‌پیچ، از طریقِ القای الکترومغناطیسی، یک جریان الکتریکی خفیف در ناحیهٔ زیرین خود در مغز ایجاد می‌کند. سیم‌پیچ مذکور در عین‌حال به یک دستگاه ضربان‌ساز یا محرک متصل است که جریان برق را به آن هدایت می‌کند.